# Maisons-lès-Chaource
Maisons-lès-Chaource település Franciaországban, Aube megyében. Lakosainak száma 176 fő (2022. január 1.). Maisons-lès-Chaource Balnot-la-Grange, Chaource, Chesley, Lagesse és Pargues községekkel határos.

## Népesség
A település népességének változása:
| Lakosok száma | 173  | 164  | 171  | 178  | 182  | 169  | 158  | 164  | 168  | 176  |
|               | 1968 | 1982 | 1990 | 2006 | 2013 | 2015 | 2017 | 2019 | 2020 | 2022 |